# 今井智基
今井智基（1990年11月29日—），日本足球運動員，司職後衛，現效力澳洲職業足球聯賽球隊西部聯。

## 俱樂部生涯
他出自大宫松鼠青训营，2013年在中央大学被大宫松鼠选中进入职业队，当年就作为主力出战23场联赛取得一个进球。今井智基曾在去年4月入选过日本国家足球队的集训名单。
身为后卫的今井可以说身体素质比较出色，2015年转会至柏雷素尔 ，但是主力位置没有保障。
2018年从柏雷素尔转会至松本山雅 ，同年出场9次帮助球队升到日职，去年出场19次随队降级之后自动解决成功。
西部联官方宣布球队与日本右后卫今井智基签约至2020年赛季结束。今井智基与西部联完成了一年时间的续约。 

## 外部連結
- Profile at Kashiwa Reysol（页面存档备份，存于）
- Profile at Omiya Ardija（页面存档备份，存于）
- 日本職業足球聯賽中的今井智基 （日語）